# Le Trône de feu (roman)
 (juillet 2012).
Si vous disposez d'ouvrages ou d'articles de référence ou si vous connaissez des sites web de qualité traitant du thème abordé ici, merci de compléter l'article en donnant les références utiles à sa vérifiabilité et en les liant à la section « Notes et références ».
Cet article concerne le roman de Rick Riordan. Pour le film germano-italien, voir Le Trône de feu.
Le Trône de feu (titre original : The Throne of Fire) est un roman de fantasy écrit par Rick Riordan et paru en langue originale le 9 mai 2011 puis traduit et publié en France le 3 septembre 2012. Il s'agit du deuxième tome de la série Les Chroniques de Kane.

## Résumé
Lorsque le roman commence, Sadie et Carter Kane, accompagnés de leurs élèves Walt et Jaz, essayent d'entrer par effraction dans le Brooklyn Museum. Le frère et la sœur veulent réveiller Rê, le tout premier roi des dieux égyptiens, maintenant sénile ; Pour cela ils doivent réunir les morceaux du Livre de Ré, seul moyen de réveiller le dieu.